# Centre de formation de football d'Andoharanofotsy
Le Centre de formation de football d'Andoharanofotsy (CFFA) est un club malgache de football basé à Andoharanofotsy (en).

## Histoire
Le CFFA remporte la finale de la Coupe de Madagascar de football en 2021 contre le CNaPS Sport sur le score de 3 buts à 1. 
Le club dispute alors sa première campagne continentale en se qualifiant pour la Coupe de la confédération 2021-2022. Le club élimine au premier tour préliminaire les Zambiens du Kabwe Warriors FC. Au tour suivant, le CFFA est battu 3-0 à domicile contre les Angolais de l'Interclube de Luanda puis déclare forfait pour le match retour, ne pouvant pas assumer financièrement le voyage en Angola.

## Palmarès
- Championnat de Madagascar
  - Champion : 2022
- Coupe de Madagascar
  - Vainqueur : 2021

## Bilan africain
Note : dans les résultats ci-dessous, le score du club est toujours donné en premier.
| Saison    | Compétition               | Tour                       | Club           | Domicile | Extérieur | Total   |
| --------- | ------------------------- | -------------------------- | -------------- | -------- | --------- | ------- |
| 2021-2022 | Coupe de la confédération | Premier tour préliminaire  | Kabwe Warriors | 0 - 0    | 2 - 1     | 2 - 1   |
| 2021-2022 | Coupe de la confédération | Deuxième tour préliminaire | GD Interclube  | 0 - 3    | forfait   | forfait |

Légende
- Victoire ou qualification pour le tour suivant
- Match nul
- Défaite ou élimination de la compétition